# Leonilde Gabbi
Leonilde Gabbi (Parma, 5 aprile 1863 – Parma, 8 gennaio 1919) è stata un soprano italiana.
Cantò tra il 1882 e il 1903, dapprima come mezzosoprano, in seguito in ruoli da soprano. Molto attiva nei teatri del Norditalia, fu però assai richiesta anche all'estero e in Sudamerica. Era sorella di Adalgisa Gabbi.
Tra le opere in repertorio: Don Carlo, Aida, Rigoletto, Nabucco, Otello, La Gioconda. Il 30 maggio del 1893 è stata l'interprete principale (Jana) nell'opera Malìa di Francesco Paolo Frontini, nella prima assoluta al teatro Brunetti di Bologna. Nel novembre 1893 cantò come Luigia al Teatro Comunale di Bologna nella première di Vandea di Filippo Clementi. A fine carriera interpretò anche ruoli wagneriani (Brunilde nella Valchiria, Liceu di Barcellona, 1901).